# 南区 (光州广域市)
南区（：／ Nam gu */?）是韩国光州广域市的一个区。总面积61.97平方公里，人口213,717人（2006年6月末）。

## 行政区划
南区分为16个行政洞，30个法定洞。
- 楊林洞
- 芳林1-2洞
- 鳳仙1-2洞
- 社稷洞
- 月山洞
- 月山4-5洞
- 白雲1-2洞
- 珠月1-2洞
- 孝徳洞
- 松岩洞
- 大村洞